# Gil Kane
Gil Kane (nascut Eli Katz, Riga, 6 d'abril de 1926 - 31 de gener de 2000) va ser un dibuixant de còmics estatunidenc nascut a Letònia, la carrera del qual va abastar dels anys 40 i als 90 i pràcticament totes les principals empreses i personatges de còmics.
Kane va cocrear les versions modernes dels superherois Green Lantern i Atom per a DC Comics, i va cocrear Iron Fist i Adam Warlock amb Roy Thomas per a Marvel Comics. Va estar involucrat en la història antidrogues a The Amazing Spider-Man nº 96–98, que, a instàncies del Departament de Salut, Educació i Benestar dels Estats Units, va contrarestar l'Autoritat del Codi del Còmic aleshores per representar l'abús de drogues, i finalment va impulsar una actualització del Codi. Kane també va ser pioner en un primer prototip de novel·la gràfica, His Name Is.. Savage, el 1968, i una novel·la gràfica fonamental, Blackmark, el 1971.
El 1997, va ser inclòs tant al Saló de la Fama del Premi Eisner com al Saló de la Fama del Premi Harvey Jack Kirby.

## Biografia

### Primers anys de vida i carrera
Gil Kane va néixer Eli Katz el 6 d'abril de 1926 a Letònia en una família jueva que va emigrar als EUA el 1929, instal·lant-se a Brooklyn, Nova York. El seu pare era comerciant d'aus de corral en dificultats. Kane va assistir a l'escola secundària a l'Escola d'Art Industrial de Manhattan, però va abandonar el seu últim any quan va veure l'oportunitat de treballar a MLJ Comics (més tard Archie Comics).
Fins que va ser acomiadat després de tres setmanes, Kane va treballar a la producció, "marcant vinyetes a les pàgines. Els lletristes només posarien les lletres, no els globus, així que hi posava les sanefes, els globus i acabaria les obres d'art, el que s'hagués de fer a menor escala." Al cap de "un parell de dies" després de ser acomiadat, va aconseguir una feina a l'agència de Jack Binder. Kane va començar a dibuixar professionalment allà. MLJ el va tornar a contractar tres setmanes després, tornant al departament de producció amb un augment, i li van donar la seva primera feina, "Inspector Bentley of Scotland Yard" a la revista Pep Comics. Després li van donar un número sencer de The Shield and Dusty, un dels seus còmics principals. També va fer il·lustracions puntuals per a altres estudis.
El seu primer crèdit conegut va ser entintar Carl Hubbell a la història de sis pàgines del superheroi Scarlet Avenger "The Counterfeit Money Code" a MLJ's Zip Comics nº14 (amb data de portada de maig de 1941), on va signar el nom "Gil Kane". Altres crèdits inicials inclouen alguns números de Pep Comics de la companyia, de vegades amb pseudònims com Stack Til i Stacktil, i, juntament amb l'artista Pen Shumaker, Pen Star. Fins i tot va utilitzar el seu nom de naixement en rares ocasions.
El 1944 va fer el seu primer treball per al futur Marvel Comics, com un dels dos entintadors de les 28 pàgines "The Spawn of Death" del còmic de bandes juvenils Young Allies nº 11 (març de 1944) i el futur DC Comics, com el artista no acreditat per Jack Kirby a la història de superherois Sandman "Courage a la Carte" a Adventure Comics #91 (maig de 1944). Aquell mateix any Kane va ser reclutat o allistat a l'exèrcit i va servir al teatre d'operacions del Pacífic a la Segona Guerra Mundial. Després de 19 mesos al servei, hi va tornar el desembre de 1945. L'editor d'All-American Publications, Sheldon Mayer, el va contractar el 1947, per a una estada que va durar sis mesos. Va tornar a contribuir al serial "Sandman" d'Adventure Comics i, com a dibuixant Gil Stack i entintador Phil Martel, al serial " Wildcat " a Sensation Comics. Al voltant d'aquesta època, segons va dir, "va treballar amb el director Garson Kanin quan estava involucrat en la televisió", dibuixant guions il·lustrats.
El 1949, Kane va començar una llarga relació professional amb Julius Schwartz, editor de National Comics, el futur DC Comics. Kane va dibuixar històries per a diverses sèries de DC a la dècada de 1950, incloent All-Star Western i The Adventures of Rex the Wonder Dog.

### Edat de plata dels còmics
A finals de la dècada de 1950, treballant independentment per al precursor de DC Comics, National Comics, Kane va il·lustrar obres en el que els aficionats i historiadors anomenen l'Edat de Plata dels còmics, creant dissenys de personatges per a la versió moderna del superheroi Green Lantern dels anys quaranta, per al qual va dibuixar a llapis la majoria dels primers 75 números del còmic del personatge reimaginat. L'historiador de còmics Les Daniels va elogiar el treball de Kane sobre el personatge, afirmant "El disseny formava part d'un enfocament que posava èmfasi en la gràcia tant com en la força, un enfocament especialment notable a les escenes de vol de Kane... Green Lantern semblava volar sense esforç pel cosmos." L'escriptor i executiu de DC Comics, Paul Levitz, va assenyalar el 2010 que Kane "va modelar els Guardians of the Universe sobre el pare fundador israelià David Ben-Gurion, encara que les figures humanes del repartiment tendien a imitar la pròpia complexió alta i allargada de Kane". Les històries de Kane i l'escriptor John Broome per a la sèrie Green Lantern inclouen la transformació de l'interès amorós d'Hal Jordan, Carol Ferris, en Star Sapphire al número 16. Black Hand, un personatge destacat a la història de "Blackest Night" el 2009-2010, va debutar al número 29 (juny de 1964) de Broome i Kane. L'equip creatiu va crear Guy Gardner a la història "Earth's Other Green Lantern!" al número 59 (març de 1968).
De manera similar, Kane va cocrear una versió actualitzada d'Atom amb l'escriptor Gardner Fox. Kane, que el 1960 vivia a Jericho, Nova York, a Long Island, també va dibuixar l'equip de superherois juvenil, els Teen Titans, un renaixement de Plastic Man, i, a finals dels anys seixanta, títols efímers com Hawk and Dove i el còmic de personatges amb llicència Captain Action, basat en la figura d'acció. Kane i Marv Wolfman van crear un origen per a Wonder Girl a Teen Titans nº 22 (juliol-agost de 1969) que va presentar el nou vestit del personatge.
Va crear breument algunes històries de Hulk a Tales to Astonish de Marvel Comics, primer amb el pseudònim de Scott Edward i després amb el seu propi nom, desafiant la pràctica en què els artistes de DC quan treballaven per a Marvel utilitzaven pseudònims. Ell i l'escriptor/editor Stan Lee van presentar l'Abomination com a enemic de Hulk a Tales to Astonish nº 90 (abril de 1967). Kane també va treballar com a freelance durant la dècada de 1960 per a T.H.U.N.D.E.R. Agents de Tower Comics, un títol de superheroi/espionatge, així com la sèrie "Tiger Boy" per a Harvey Comics. Kane va trobar una llar a Marvel, i finalment es va convertir en el dibuixant habitual de The Amazing Spider-Man, succeint a John Romita a principis dels anys setanta i es va convertir en l'artista de portada preeminent de la companyia durant aquesta dècada. La primera etapa de Spider-Man de Kane va culminar amb la mort del personatge secundari George Stacy, llavors parella de Peter Parker.
Durant aquesta carrera, ell i l'editor-escriptor Stan Lee van produir el 1971 un arc de la història de tres números a The Amazing Spider-Man nº 96-98 (maig-juliol de 1971) que va marcar el primer repte per al Comics Code Authority l'autocensor de la indústria des dels seus inicis l'any 1954. El Code prohibia esmentar les drogues, fins i tot en un context negatiu. No obstant això, Lee i Kane van crear una història antidroga concebuda a instàncies del Departament de Salut, Educació i Benestar dels Estats Units, i en no rebre l'aprovació del Code, Marvel va publicar els números sense el seu segell a les portades. Els còmics van tenir una recepció tan positiva i unes vendes tan elevades que l'autocensura de la indústria es va reduir, i el Code poc després es va renovar. Un altre punt de referència en la carrera de Spider-Man de Kane va ser l'arc "The Night Gwen Stacy Died" als números 121–122 (juny–juliol de 1973), en què la núvia de Spider-Man, Gwen Stacy, així com el supermalvat de llarga durada Green Goblin morien, un fet inusual en aquell moment.
Amb l'escriptor Roy Thomas, Kane va ajudar a revisar la versió de Marvel Comics del Captain Marvel, i va renovar un personatge preexistent com Adam Warlock. Kane i Thomas van co-crear el superheroi d'arts marcials Iron Fist, i Morbius the Living Vampire. Kane i l'escriptor Gerry Conway van transformar John Jameson, un personatge incidental de la sèrie The Amazing Spider-Man, en l'home-lop.
Els projectes paral·lels de Kane inclouen dues obres llargues que va concebre, fer l'argument i il·lustrar, amb guió d'Archie Goodwin (escrivint sota el pseudònim de Robert Franklin): His Name Is... Savage (Adventure House Press, 1968), una novel·la de còmics autoeditada, de 40 pàgines, en format revista; i Blackmark (1971), un llibre de butxaca de ciència-ficció/espasa i bruixeria publicat per Bantam Books i un dels primers exemples de la novel·la gràfica, un terme que no era d'ús generalitzat en aquell moment. Howard Chaykin va ser l'assistent de Kane durant la producció de Blackmark i l'anomenaria "l'home més influent" de la seva vida.

### Carrera posterior
Durant les dècades de 1970 i 1980, Kane va dissenyar personatges per a diverses sèries de televisió animades de Hanna-Barbera i Ruby-Spears, com ara The Centurions, que va cocrear amb Jack Kirby. El 1974 va contribuir a redissenyar l'obscur personatge de Marvel Comics The Cat en Tigra, i tres anys més tard va crear la tira còmica diària del diari Star Hawks amb l'escriptor Ron Goulart. La tira, que va durar fins al 1981, va ser coneguda pel seu ús experimental d'un format de dos nivells durant els primers anys. Durant aquesta dècada també va il·lustrar portades d'àlbums de butxaca i discos, va dibuixar models d'art de caixa i va coescriure, amb John Jakes, la novel·la de 1980 Excalibur! Va dibuixar la sèrie John Carter, Warlord of Mars per a Marvel a partir del juny de 1977.
El 1971, Kane va conèixer Michel "Greg" Regnier, llavors editor de l'antologia de còmics francobelga Tintin Weekly. Va acabar creant un conte de ciència-ficció/fantasia anomenat Jason Drum, sobre un astronauta encallat en un món d'espasa i bruixeria. La sèrie es va estrenar al setmanari Tintin, fent la portada del número 202 (juliol de 1979). A causa d'una emergència mèdica, Kane es va posar en contacte amb Joe Staton per ajudar-lo amb els esbossos i, a partir de Tintin nº 205, s'enviaven pàgines sense tinta a França. L'artista belga Franz va entintar cinc pàgines dels llapis de Kane i ell mateix va fer el dibuix a llapis i va entintar les últimes pàgines de la història (al número 206 i 207 [agost del 78]). Després de la seva recuperació, Kane va perdre el contacte amb Tintin. El 2006, l'amic de Kane, Gary Groth i editor de Fantagraphics, va descobrir que Kane, evidentment, va acabar el projecte Jason Drum amb 44 pàgines totalment entintades amb diàlegs. El projecte mai s'havia publicat en anglès, però la versió original de 27 pàgines assistida per Staton i Franz es va publicar en altres idiomes, inclòs el suec (com a complement a The Phantom de Lee Falk el 1980).
Kane va ser un dels artistes de la Justice League of America nº 200 de mida doble (març de 1982). i va tenir una breu etapa a la sèrie The Micronauts el 1982 A principis dels anys 80, va compartir tasques d'art habituals a la sèrie de Superman a Action Comics amb Curt Swan i va contribuir a la sèrie de televisió animada de Superman de 1988. El personatge de Brainiac, un némesi de Superman, va ser revisat per Kane i Marv Wolfman a Action Comics nº 544 (juny de 1983). Va ser un dels col·laboradors de la sèrie limitada DC Challenge el 1986. Kane va ser l'artista de la primera sèrie de Green Lantern a l'antologia de curta durada Action Comics Weekly dels números 601–605 amb l'escriptor James Owsley i va il·lustrar la portada de Nightwing per al número 627 el 1988. Va tornar a dibuixar Atom a la sèrie limitada Sword of the Atom, una col·laboració amb l'escriptor Jan Strnad. Entre 1989 i 1990 Kane va il·lustrar una adaptació al còmic de l'òpera èpica mitològica de Richard Wagner The Ring of the Nibelung.
Durant la dècada següent, Kane va dibuixar per a editorials com Topps Comics, per a la qual va il·lustrar una adaptació en minisèrie de la pel·lícula Jurassic Park; Malibu Comics, per a la qual ell i l'escriptor Steven Grant van crear el superheroi Edge per a una minisèrie de 1994–95; Awesome Entertainment, en què va il·lustrar la història de quatre pàgines de Kid Thunder d'Alan Moore "Judgment Day: 1868" a Judgment Day Alpha nº 1 (juny de 1997); i DC, per a la qual va dibuixar diverses històries de Superman. Va ser un dels molts creadors que van contribuir al One-shot de Superman: The Wedding Album on el personatge principal es va casar amb Lois Lane. Ell i el seu antic aprenent Howard Chaykin van tornar a treballar junts en una història de tres parts per a Batman: Legends of the Dark Knight nº 24–26 (novembre de 1991 - gener de 1992) i Superman: Distant Fires one-shot (1998).
Kane va col·laborar amb l'escriptor Mark Waid a la novel·la gràfica The Life Story of the Flash. També durant aquesta dècada, va dissenyar el conjunt de la producció de Santa Monica Playhouse de 1997 de l'obra Lovely!
Tot i que el seu darrer còmic complet durant la seva vida va ser Judgment Day: Aftermath nº 1 de 40 pàgines d'Awesome (març de 1998), escrit per Moore i amb els personatges i els equips Glory, Spacehunter, Youngblood i altres en històries individuals, les seves obres narratives finals, totes per a DC, va ser el dibuix a llapis de les dues pàgines "Antibiòtics: The Killers That Save Lives" a Celebrate the Century: Super Heroes Stamp Album nº 5 (1999); porcions de set pàgines i la portada, totes compartides amb l'artista d'humor Sergio Aragonés, de Fanboy nº 2 de DC (abril de 1999); i un pastix de dues pàgines dels anuncis de superherois Hostess Fruit Pie dels anys 70, "The Star Sheriffs", a Green Lantern Secret Files and Origins nº 2 (setembre de 1999). El seu darrer dibuix de còmics publicat durant la seva vida va ser una il·lustració d'una pàgina a Sin City: Hell and Back nº 4 de Dark Horse Comics (octubre de 1999). Publicat pòstumament va ser el seu treball final completat, la història de dos números Green Lantern/Atom a Legends of the DC Universe nº 28–29 (maig–juny de 2000); i quatre anys més tard, el darrer número, dibuixat a mitjans dels anys noranta, de la minisèrie de quatre números de Malibu, Edge, com a part de la col·lecció recopilatòria d'iBooks The Last Heroes.

## Mort i llegat
Va continuar en actiu com a artista fins a la seva mort en 31 de gener de 2000, a Miami, Florida per complicacions de limfoma. Va ser sobreviscut per la seva segona dona, Elaine; així com un fill i dos fillastres, Scott, Eric i Beverly. Durant un temps la família va viure a Wilton, Connecticut, on era director de teatre del Wilton Consell d'Arts. La seva darrera casa estava a Aventura, Florida.
Un homenatge a Kane i a l'escriptor John Broome apareix a In Darkest Night, una novel·lització de la sèrie d'animació Justice League. El llibre fa referència a l'Institut Kane/Broome d'Estudis Espacials a Coast City. La galàxia de Broome Kane a Green Lantern: Emerald Knights porta el nom d'ell i de John Broome. L'escriptor Alan Moore va convertir Kane en un personatge a Judgment Day: Aftermath de Awesome Comics, que Kane va il·lustrar.
Quan era viu, Kane es va convertir en el personatge principal de la història de l'escriptor Mike Friedrich "His Name Is... Kane" (una referència a l'obra de teatre a His Name Is... . Savage de Kane) a l'antologia sobrenatural de DC Comics House of Mystery nº 180 (juny de 1969). En el conte de sis pàgines i mitja, escrit per Kane i entintat per Wally Wood, el frustrat artista de còmics Gil Kane mata el seu editor de House of Mystery, Joe Orlando. Orlando, també artista, i Friedrich s'exigeixen venjança dibuixant Kane en una obra d'art que després s'emmarca i es munta a la casa.
L'obra de Kane ha estat àmpliament reimpresa. Marvel Comics va llançar Marvel Visionaries Gil Kane el 2002 i DC Comics va publicar Adventures of Superman: Gil Kane el 2013. IDW Publishing va publicar una "edició de l'artista", una reproducció de l'art original del treball de Kane de Spider-Man el 2012.

## Premis i exposicions
Kane va rebre nombrosos premis al llarg dels anys, inclosos els premis de la National Cartoonists Society de 1971, 1972 i 1975 per a Comic Books: Story, i el "Newspaper Strip: Story Strip Award" del grup el 1977 per Star Hawks.
També va rebre el premi Shazam de reconeixement especial de la indústria del còmic el 1971 "per Blackmark, la seva novel·la de còmics recopilats" i va rebre un premi Inkpot el 1975. Kane va ser nomenat al Saló de la Fama del Premi Eisner i al Saló de la Fama Jack Kirby del Premi Harvey el 1997.
El treball de Kane va formar part de l'exposició del Centre Cultural Muckenthaler de 1995 "KAPOW: A Showcase of Superheroes", a Fullerton, Califòrnia.

### Adventure House Press
- His Name Is... Savage (1968)

### DC Comics
- Action Comics (Superman) #539–541, 544–546, 551–554, 642 (només quatre pàgines), 715; (Green Lantern) #601–605, (dibuix de portada de Nightwing) #627 (1983–95)
- Adventure Comics #92–99, 101–102, 425 (1944–46, 1972)
- Adventures of Rex the Wonder Dog #3–46 (1952–59)
- All-American Men of War #12 (1954)
- All-American Western #107–108, 114–115, 117–126 (1949–52)
- All Star Comics #53 (1950)
- All-Star Western #58–75, 80–119 (1951–61)
- All-Star Western vol. 2 #3–4, 6, 8 (1970–71)
- Atari Force #3, 5 (1982–83)
- Atom #1–37 (1962–68)
- Batman #208 (1969)
- Batman: Legends of the Dark Knight #24–26 (1991–92)
- Blue Beetle #22 (1988)
- Blue Devil #7 (1984)
- Boy Commandos #30–31, 35 (1948–49)
- Captain Action #2–5 (1968–69)
- DC Challenge #4 (1986)
- DC Comics Presents (Johnny Thunder) #28; (Rex the Wonder Dog) #35; (Superman and Shazam!) Annual #3 (1980–84)
- Detective Comics (Batman and Robin) #371, 374; (Elongated Man) #368, 370, 372–373; (Batgirl) #384–385, 388–389, 392–393, 396, 401, 406–407; (Robin) #390–391, 394, 398–399, 402–403; (Catwoman) #520 (1967–82)
- Doomsday Annual #1 (1995)
- Falling in Love #3, 5, 32, 70, 73 (1956–65)
- Fanboy #2 (1999)
- The Flash #195, 197–199 (1970)
- Forbidden Tales of Dark Mansion #13 (1973)
- Girls' Love Stories #32 (1954)
- Girls' Romances #25, 29, 107 (1954–65)
- Green Lantern, vol. 2, #1–61, 68–75, 156; (Green Lantern Corps) #177 (1960–70, 1982–84)
- Green Lantern Corps #223–224 (1988)
- Green Lantern Secret Files and Origins #2 (1999)
- Hawk and the Dove #3–6 (1968–69)
- Hopalong Cassidy #123–135 (1957–59)
- House of Mystery #180, 184, 196, 253, 300 (1969–82)
- House of Secrets #85 (1970)
- Jimmy Wakely #6–11, 15–18 (1950–52)
- Justice League of America #200 (només sis pàgines)(1982)
- Legends of the DC Universe (Green Lantern i the Atom) #28–29 (2000)
- Life Story of the Flash HC (1997)
- Metal Men #30–31 (1968)
- Mr. District Attorney #15 (1950)
- Mystery in Space #3–5, 12–16, 18–43, 47, 50, 53–54, 56, 59–61, 67, 100–102 (1951–61, 1965)
- Our Army at War #1, 3 (1952)
- Plastic Man #1 (1966)
- Power of Shazam! #14, 19 (aquest número amb Joe Staton) (1996)
- Ring of the Nibelung #1–4 (minisèrie) (1990)
- Secret Hearts #22, 35, 95 (1954–64)
- Secret Origins vol. 2 (Blue Beetle) #2; (Midnight) #28 (1986–88)
- Sensation Comics #70–74, 89 (Wildcat); #101, 103–106 (Astra); #109 (1947–52)
- Sensation Mystery #115 (1953)
- Showcase (Green Lantern) #22–24; (the Atom) #34–36 (1959–62)
- Star-Spangled Comics #31–32 (1944)
- Star Spangled War Stories #55, 169 (1957–73)
- Static #31 (1996)
- Strange Adventures #7–8, 11, 16, 25–29, 31, 35–81, 83, 106, 108, 113, 124–125, 130, 138, 146, 148, 151, 153–154, 15, 159, 173–174, 176, 179, 182, 184–186; (Adam Strange) #222 (1951–70)
- Super DC Giant #S-15 (1970)
- New Adventures of Superboy (només portades) 32, 33, 35, 39, 41, 42, 43–49 (1982–84)
- Superman (Fabulous World of Krypton) #367, 375; (Superman 2021) #372 (1982)
- Superman vol. 2 #99, 101–103 (1995)
- Superman: Blood of My Ancestors (amb John Buscema) (2003, pòstum)
- Superman: Distant Fires (1998)
- Superman Special #1–2 (1983–84)
- Superman: The Wedding Album (amb altres artistes) (1996)
- Sword of the Atom #1–4 (minisèrie), Special #1–2 (1983–85)
- Tales of the Green Lantern Corps Annual #1 (1985)
- Tales of the Unexpected #88 (1965)
- Talos of the Wilderness Sea (1987)
- Teen Titans #19, 22–24 (1969)
- Teen Titans vol. 2 #12 (1997)
- Time Warp #2 (1979)
- Vigilante #12–13 (1984)
- Weird Mystery Tales #10 (1974)
- Weird Western Tales #15, 20 (1972–73)
- Western Comics #44–76 (Nighthawk); #77–85 (Matt Savage) (1954–61)
- Witching Hour #12 (1970)
- World's Finest Comics (Green Arrow i Black Canary) #282–283; (Captain Marvel) #282 (1982)
- Young Romance #175 (1971)

### Le Lombard
- Tintin (revista) (Jason Drum) #202 – 205 (1979)

### Malibu Comics
- Edge #1–3 (1994)

### Marvel Comics
- Adventure into Fear (Morbius) #21 (1974)
- Adventures into Terror #13, 17, 21 (1952–1953)
- Adventures into Weird Worlds #12 (1952)
- The Amazing Spider-Man #89–92, 96–105, 120–124, 150; Annual #10, 24 (1970–76, 1990)
- Astonishing Tales (Ka-Zar) #11, 15 (1972)
- Captain America (vol.1) #145 (amb John Romita Sr.) (1972)
- Captain Marvel #17–21 (1969–70)
- Conan the Barbarian #12, 17–18, 127–134, Annual #6; Giant-Size #1–4 (1971–1982)
- Creatures on the Loose (Gullivar Jones) #16–17 (1972)
- Daredevil #141, 146–148, 151 (1977–78)
- Deadly Hands of Kung Fu (Sons of the Tiger) #23 (1976)
- Ghost Rider #21 (1976)
- Giant-Size Defenders #2 (1974)
- Giant-Size Super-Heroes #1 (Spider-Man, Man-Wolf i Morbius) (1974)
- Girl Confessions #31 (1952)
- Inhumans #5–7 (1976)
- The Invincible Iron Man #43–50 (1972)
- John Carter, Warlord of Mars #1–10 (1977–78)
- Journey into Mystery, vol. 2, #1–2 (1972)
- Jungle Action, vol. 2 (Black Panther) #9 (1974)
- Ka-Zar the Savage #11–12, 14 (històries de complement de Zabu) (1982)
- Kull and the Barbarians #2 (1975)
- Lovers #58 (1954)
- Marvel Comics Presents (Two-Gun Kid) #116 (1992)
- Marvel Fanfare (Mowgli) #9-11 (1983)
- Marvel: Heroes & Legends #2 (1997)
- Marvel Premiere (Adam Warlock) #1–2; (Iron Fist) #15 (1972–74)
- Marvel Preview (Blackmark) #17 (1978)
- Marvel Tales #117 (1953)
- Marvel Team-Up #4–6, 13–14, 16–19, 23 (1972–74)
- Marvel Two-in-One #1–2 (1974)
- Men's Adventures #21 (1953)
- Micronauts #38, 40–45 (1982)
- Monsters Unleashed #3 (1973)
- My Own Romance #27 (1953)
- Mystic #8, 24 (1952–53)
- New Warriors Annual #4 (1994)
- Savage Sword of Conan #1–4, 8, 47, 63–65, 67, 85–86 (1974–83)
- Savage Tales (Conan) #4 (amb Neal Adams) (1974)
- Scarlet Spider #1 (1995)
- Spider-Man #63 (1995)
- Star Trek #15 (1981)
- Supernatural Thrillers #3 (1973)
- Suspense #14 (1952)
- Tales of Suspense (Captain America) #88–91 (1967)
- Tales to Astonish (Hulk) #76, 88–91 (1966–67)
- Thor #318 (1982)
- Vampire Tales (Morbius, the Living Vampire) #5 (1974)
- War Comics #19 (1953)
- Warlock #1–5 (1972–73)
- Web of Spider-Man Annual #6 (1990)
- Werewolf by Night #11–12 (1973)
- What If? (Avengers) #3, (Spider-Man) #24 (1977–80)
- Worlds Unknown #1–2 (1973)
- Young Allies #11 (1944)

### Quality Comics
- Doll Man #19 (1948)

### Tower Comics
- Noman #1 (1966)
- T.H.U.N.D.E.R. Agents #1, 5, 14, 16 (1965–67)